# Mario Giacomelli
Mario Giacomelli (Senigallia, 1º agosto 1925 – Senigallia, 25 novembre 2000) è stato un tipografo, fotografo e pittore italiano.

## Biografia
Nasce nel 1925 da Alfredo e da Libera Guidini, una famiglia di umili origini contadine ed ebbe due sorelle. Le sue origini resteranno un aspetto che terrà custodito nell'animo come marchio di appartenenza e che si ripercuoterà nella sua produzione fotografica e nel suo guardare al mondo e alla natura nel rapporto con l'uomo. Nel 1935 perderà il padre, la cui ferita sarà molto profonda.
Il periodo storico e le difficili vicende familiari (orfano di padre a soli 9 anni) costrinsero Mario a non continuare gli studi e aiutare la famiglia come garzone presso la Tipografia Giunchedi (aveva soli tredici anni) mentre la madre faceva la lavandaia all'ospizio di anziani della città.  Dopo la guerra ritorna nella tipografia, dopo aver partecipato ai lavori di ricostruzione dai bombardamenti, come operaio tipografo. Nel 1950 decide di avviare in proprio l’attività, a permettergli il gran passo, prestandogli i suoi risparmi, sarà un’anziana dell’ospizio in cui la madre lavorava: nasce così la “Tipografia Marchigiana”, sotto i Portici Ercolani, in seguito trasferita in Via Mastai 5, negli anni divenuta punto di riferimento e luogo d'incontro con il fotografo, lui che, era risaputo, non amava spostarsi troppo dalla sua cittadina marittima.
Nel 1953, Giacomelli acquista una Bencini Comet S (CMF) modello del 1950, con ottica rientrante acromatica 1:11, pellicola 127, otturazione con tempi 1/50+B e sincro flash. Era Natale e va in spiaggia, scatta la sua prima foto L’approdo, la celebre fotografia della scarpa trasportata dalle onde sulla battigia, con la quale Giacomelli capisce di volersi esprimere d'ora in avanti con il mezzo fotografico. Inizia a fotografare parenti, colleghi e gente della sua cerchia amicale. In quegli anni si appoggia per la stampa allo studio fotografico di Lanfranco Torcoletti di via Mastai, il quale gli presentò Giuseppe Cavalli, maturo fotografo e grande teorico della fotografia. Il contatto frequente e intenso con Cavalli, un'amicizia reverenziale di tipo maestro/discepolo, fu fondamentale per la formazione culturale di Giacomelli. 

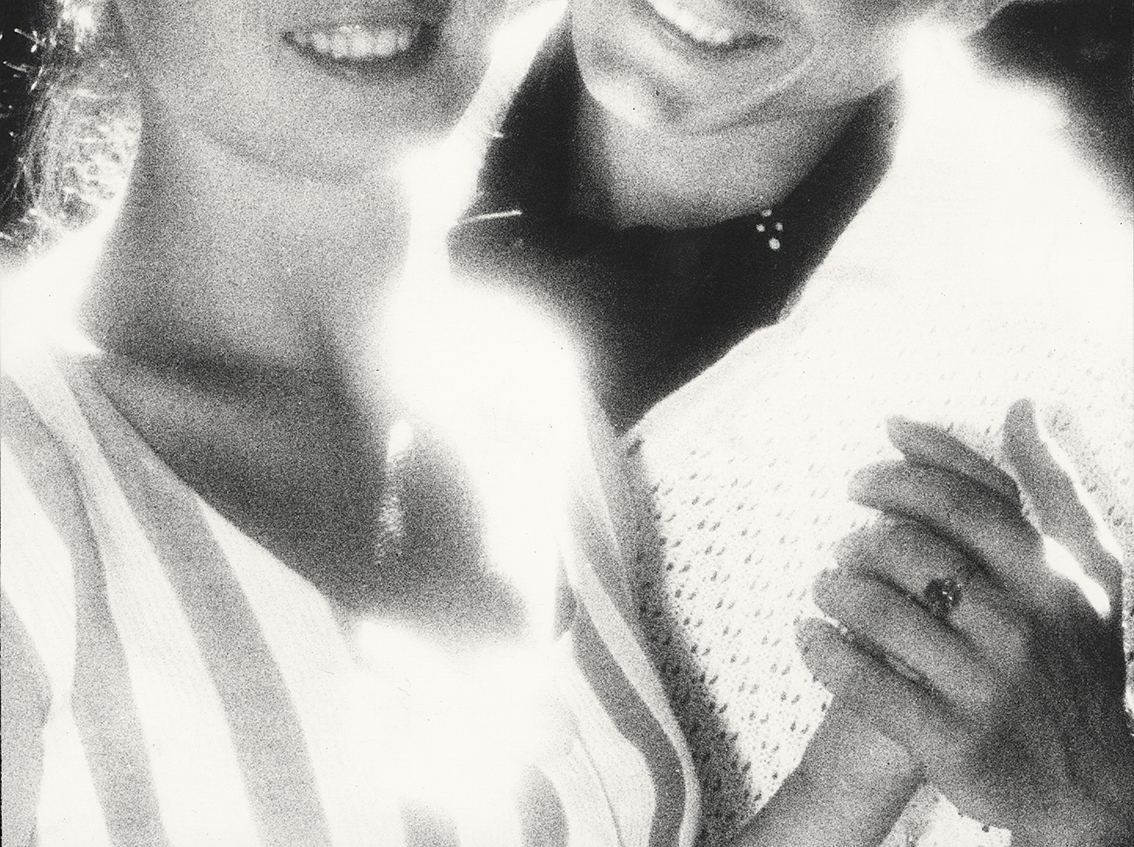
Mario Giacomelli, Un uomo una donna un amore, 1960

Cavalli da anni si adoperava nel creare una mappatura di cosa fosse la Fotografia, cercando fermamente un'alternativa alla fotografia Neorealismo, cercando giovani talenti per una nuova visione della fotografia italiana del dopoguerra, per una fotografia "artistica", come si diceva all'epoca, motivi per cui era nata nel 1947 il gruppo di fotografia amatoriale La Bussola (Milano) con tanto di manifesto programmatico (fondatori: Giuseppe Cavalli, Finazzi, Vender, Leiss, Luigi Veronesi) e motivi per cui nel dicembre del 1953 si costituisce il gruppo Misa, registrato il 1 gennaio 1954 alla FIAF sotto il nome di "Associazione Fotografica Misa", per rinnovare la visione della fotografia dall’interno del mondo fotoamatoriale (anche su consiglio di Paolo Monti).
Sotto la guida di Ferruccio Ferroni, primo "allievo" di Cavalli, sempre con la supervisione del Maestro, Giacomelli si addentra nella tecnica fotografica. Partecipa a numerosi concorsi fotografici italiani e internazionali (fino alla fine degli anni '70, quindi anche dopo la notorietà), in cui si distingue per originalità e spessore di linguaggio. Nel 1955 vince al Concorso Nazionale di Castelfranco Veneto, in cui fu acclamato dalla critica. Paolo Monti, della giuria, scrisse: “Ad un tratto fra le migliaia di copie che ci franavano addosso, apparvero le fotografie di Giacomelli. Apparizione è la parola più propria alla nostra gioia e emozione, perché di colpo la presenza di quelle immagini ci convinse che un nuovo fotografo era nato”.
Sono di questo periodo le serie dallo stile del reportage, ma senza mai Giacomelli essere un verista ("Nessuna immagine può essere "la realtà", perché la realtà ti capita una volta sola davanti agli occhi" come Lourdes (1957), Scanno (1957/59), Puglia (1958, dove tornerà nel 1982), Zingari (1958), Loreto (1959, dove ritorna nel 1995), Un uomo, una donna, un amore (1960/61), Mattatoio (1960), Pretini (1961/63), La buona terra (1964/66), e le preziosissime fotografie scattate all'ospizio di Senigallia dal titolo Ospizio (1954/56), Vita d'ospizio (1956/57), Verrà la morte e avrà i tuoi occhi (1966/68).  
Iniziano le prime pubblicazioni sulle riviste specializzate di Fotografia. Continuando con la sua ricerca, il fotografo inizia a chiedere ai contadini, pagandoli, di creare con i loro trattori precisi segni sulla terra, agendo direttamente sul paesaggio da fotografare per poi accentuare tali segni nella stampa.
Ben presto Giacomelli sentirà stretti i severi precetti stilistici di Cavalli: sente che i toni di grigio sono inappropriati a rappresentare quell’impeto e quel tragico che ritrovava invece nei suoi forti − e all’epoca sconvolgenti − contrasti di bianco e nero, che ritrovava invece nell'affascinante antagonista di Cavalli, il fondatore del gruppo fotografico La Gondola (Venezia), e amico Paolo Monti, e nella Subjektive Fotografie a cui Giacomelli era vicino tanto che fu inserito nel 1960 nella mostra “Subjektive Photographie 3” (Varese), ordinata da Otto Steinert. D'altra parte il gruppo Misa si sciolse presto (nel 1958) proprio a causa di divergenza di vedute.
Altro contatto importante per lo sviluppo della creatività di Giacomelli fu senz'altro Luigi Crocenzi. Tramite Crocenzi, nel '61 Elio Vittorini chiede a Giacomelli l'immagine Gente del sud (dalla serie Puglia) per la copertina dell'edizione inglese di Conversazione in Sicilia.
Nel '63 Piero Racanicchi, che insieme a Turroni è stato tra i primi critici sostenitori dell'opera di Giacomelli, segnala il fotografo a John Szarkowski, direttore del dipartimento di Fotografia del MOMA di New York che sceglie di esporre una sua fotografia alla mostra The Photographer's Eye:  la ormai celebre e iconica foto del bambino di Scanno.
Nel '64 Szarkowski acquisirà poi alcune immagini della serie Scanno e alcune immagini della serie "Io non ho mani che mi accarezzino il volto", Quest'ultimo lavoro ebbe come primo titolo "I seminaristi", ma le stesse fotografie possono recare anche il titolo "Seminario" o "Pretini".
Nello stesso anno partecipa alla Biennale di Venezia con la serie dell'Ospizio, Verrà la morte e avrà i tuoi occhi.
Nel 1965, frequentando una famiglia di contadini, realizza una delle serie più conosciute, "La buona terra", ritrovando il ritmo del suo essere e scoprendo il lato spirituale di chi, lavorando la terra, è rimasto vicino alle proprie radici, rispettando l'origine e il senso dell'Umanità.
Sotto l'influsso di Crocenzi, nel '67 Giacomelli pensa alla realizzazione di una serie fotografica incentrata sul racconto, interpretando Caroline Branson dell'Antologia di Spoon River di Edgar Lee Masters, con canovaccio di Luigi Crocenzi. Negli anni '60 conosce personalmente Alberto Burri, in linea con la vicinanza all'informale e all'astrattismo. Nel '68 inizia una serie fotografica a colori, che terminerà solo alla fine degli anni '80 "Il cantiere del paesaggio".
Nel '78 partecipa alla Biennale di Venezia con fotografie di Paesaggi. Nel 1980 Arturo Carlo Quintavalle scrive un libro analitico sull'opera del fotografo, acquisendo una buona quantità di sue opere per il centro CSAC di Parma. Nel 1984 conosce il poeta Francesco Permunian con il quale instaura una collaborazione che dà alla luce le serie Il teatro della neve (1984/86) e Ho la testa piena mamma (1985/87).
Tra il 1984 e il 1985, dopo aver letto Il Canto dei Nuovi Migranti del poeta calabrese Franco Costabile, realizza una serie di foto in Calabria, ispirate dallo spopolamento dei paesi interni e dall'emigrazione calabrese. Le foto sono state scattate nei paesi di Tiriolo, San Giovanni in Fiore, Cutro, Santa Severina, Badolato, Seminara, Pentedattilo, Bova, Caraffa di Catanzaro, Amaroni; Cropani, Zagarise, Magisano, Vincolise, Cavallerizzo di Cerzeto, Sant’Andrea Apostolo allo Jonio, Cessaniti, San Marco, San Cono, Nao, Jonadi e Pernocari. Riguardo a queste foto, Giacomelli dichiarò :
"lo volevo, come Costabile, gridare. lo non ho fatto nessun paesaggio. Perché? Non è che l'ho fatto apposta, non ero invogliato a farle e non le ho fatte. E adesso però penso, riflettendo, ragionando su quello che mi dicono: la terra è bella ma non è la loro. Ecco perché non ero attratto a fare la terra. lo cercavo Costabile per dire: cercavo il calabrese vero. Ce n'è quattro che stan bene, io cercavo gli altri che non stanno bene. Io cercavo di andare dentro il mondo di Costabile." 
Nel 1983/87 crea Il mare dei miei racconti fotografie aeree scattate alla spiaggia di Senigallia. Negli anni '70/90 Giacomelli fotografa la costa adriatica nei pressi di Senigallia, creando la serie Le mie Marche e "Il Mare". Nel 1983 nasce da una sua poesia "Nulla" una serie sui gabbiani, ma già nel 1982, usò una sua poesia per una serie a colori "La realtà mi investe".
Durante gli anni '90 lavorò instancabilmente ad una corposa serie che ebbe origine dall'abbandono e conseguente abbattimento di una azienda del suo amico Otello. Nel 1997 realizza per la nota torrefazione Illy il soggetto per l'annuale servizio di tazzine artistiche col nome di Stati d'animo, Illy Collection.
Degli anni novanta sono le serie Vita del pittore Bastari (1991/92), "Io sono nessuno" da una poesia di Emily Dickinson, Poesie in cerca d'autore, Bando (1997/99), 31 Dicembre (1997).
Verso la fine del mese di Agosto conclude la serie "Ritorno" nata dalla lettura di una poesia di Giorgio Caproni. Mario Giacomelli muore il 25 novembre del 2000 a Senigallia, dopo un anno di malattia, mentre lavorava alle serie Questo ricordo lo vorrei raccontare (2000), "Ricordi di un ragazzo del '25" e La domenica Prima (2000).
A partire dall'anno 2001 il Circolo Fotografico Sannita di Morcone in provincia di Benevento istituisce un premio fotografico intitolato alla memoria di Giacomelli.

## Mostre (selezione)
- Palazzo Sormani, Biblioteca Comunale, Milano (IT), “Mario Giacomelli. Paesaggi e nature morte”, 1959
- Subjektive Fotografie 3. Internationale de Photographies modernes, Palais des Beaux Arts, Bruxelles (BE), 1959
- Aixelá, Rambla Cataluna, Barcellona (ES), “Exposición Mario Giacomelli”, 1962
- George Eastman House, Rochester, New York (US), “Photography 63. An International Exibition”, 1963
- MoMA Museum of Modern Art, New York (US), “The Photographer’s Eye”, 1964
- IX Yolo International Exhibition of Photography, University of California, Davis, California (US), Yolo County Fair, Woodland, California (US), University of California, Berkeley, California (US), University of Nevada, Reno, Nevada (US), 1964
- VIII Biennale de la Fédération de l’Art Photographique, Basilea (DE), 1964
- National Gallery of Canada, Ottawa (CA), “Photography in the Twentieth Century”, 1967
- MET The Metropolitan Museum of Art, New York (US), “Photography in the Fine Arts Exibition”, 1967
- SFMOMA San Francisco Museum of Modern Art, San Francisco (US), “Mario Giacomelli: Photographs”, 1970
- Bibliothèque Nationale de France, Paris (FR), 1972
- V&A Victoria and Albert Museum, Londra (GB), “The Land”, 1975
- Bowdoin College Museum of Art, Brunswick, Maine (US), “Mario Giacomelli”, 1977
- Studio du Passage 44, Bruxelles (BE), Academie voor Schone Kunsten, Gand (BE), Cultureel Centrum, Hasselt (BE), Musée du Verre, Charleroi (BE), “Images des Hommes. 18 photographes européens”, 1978
- Magazzini del sale, Venezia (IT), “Venezia ’79. La fotografia: Fotografia italiana contemporanea”, 1979
- Museo de Arte Carrillo Gil, Città del Messico (MX), “19 fotografos italianos contemporaneos”, 1979
- Museum of Art, Rhode Island School of Design, Providence (US), “Mario Giacomelli: Photographs”, 1980
- MAC Musée d’Art Contemporain, Montréal (CA), “Les choix de l’œil: la photographie depuis 1940”, 1981
- The Seibu Museum of Art, Tokyo (JP), “Twentieth-Century Photographs from The Museum of Modern Art”, 1982
- The Pushkin State Museum of Fine Arts, Mosca (RU), “Maestri della fotografia creativa contemporanei in Italia”, 1983
- V&A Victoria and Albert Museum, Londra (GB), “Personal choice. A Celebration of Twentieth-Century Photographs, Selected and Introduced by Photographers, Painters and Writers”, 1983
- University of Hawaii Art Gallery, Honolulu, Hawaii (US), 1983
- Musée Nicephore Niepce, Chalon-sur-Saône (FR), “Les Photographies de Mario Giacomelli”, 1984
- Ravensbourne College of Art, Kent; Aberystwyth Arts Center, Aberystwyth; Plymouth Arts Center, Plymouth; Brewery Arts Center, Kendal; Untitled Gallery, Scheffield (GB), “Mario Giacomelli. A Retrospective 1955-1983”, 1984
- XV Rencontres Internationales de la Photographie, Salle Capitulaire, Arles (FR)
- Musée d’Art Contemporain, Montréal (CA), “Les vingt ans du Musée à travers sa collection”, 1985
- Galleria d’Arte Moderna, Bologna (IT), “L’arte leggera. Una astrazione tra naturalismo e poesia nella memoria leopardiana riposta nel cuore della intelligenza creativa”, 1985
- Museo della Storia della Fotografia Fratelli Alinari, “Italia: cento anni di Fotografia”, 1985
- The Glasgow School of Art, Glasgow; Arts Council Gallery, Belfast; The Photography Gallery, Dublino; Carmarthenshire Museum, Carmarthen; Visual Art Department, Aberystwyth (Galles); Polytechnic of Central London, Londra (GB), “Mario Giacomelli. A Retrospective 1955-1983”, 1985
- Museum Bowdoin College, Brunswick (US), 1986
- Carmarthern Museum, Carmarthern (GB), 1986
- Milwaukee Art Museum, Milwaukee (US), “Of People and Places. The Floyd and Josephine Segel Collection of Photography”, 1987
- Puschkin State Museum of Fine Art, Mosca (RU), 1987
- Museum Kulturhaus, Graz (AT), “Mario Giacomelli: Über die Magie des Alltäglichen und Landschaftbilder”, 1987
- Palais de Tokyo, Parigi (FR), “Mario Giacomelli”, 1987
- Museum of Fine Arts, Houston (US), “Evocative Presence: Twentieth-Century Photographs from Museum Collection”, 1988
- ICP International Center of Photography, New York (US), “Celebrate ICP’s 14th Anniversary. Master Photographs from the Photography in the Fine Arts Exhibitions, 1959-1967”, 1988
- Metropolitan Museum, Tokyo (JP), 1989
- FOMU Fotomuseum provincie Antwerpen, Anversa (BE), “Mario Giacomelli. Retrospective”, 1992
- Castello di Rivoli, Museo d’Arte Contemporanea, Torino (IT), “Mario Giacomelli”, 1992
- Museo d’Arte Contemporanea, Nizza (FR), “Mario Giacomelli”, 1992
- Peggy Guggenheim Collection, Venezia (IT), “Immagini italiane”, 1993
- Musée de l’Elysée, Lausanne (CH), “Mario Giacomelli. La grande rétrospective”, 1993
- The Murray and Isabella Rayburn Foundation, New York (US), “Immagini italiane”, 1994
- Guggenheim Museum, New York (US), “The italian metamorphosis. 1943-1968”, 1994
- GAM Galleria d’Arte Moderna, Bologna (IT), “Mario Giacomelli”, 1994
- Palazzo di Beit Edine, Beirut (RL), “Mario Giacomelli”, 1994
- Palacio de Bellas Artes Museo de Artes Decorativas, Castillo de la Real Fuerza, Havana (CU), “Fotografias de Mario Giacomelli”, 1994
- 46th International Art Exhibition Venice Biennale / Biennale di Venezia, Venezia (IT), “L’io e il suo doppio, un secolo di ritratto fotografico in Italia. 1885-1995”, 1995
- Museum Ludwig Koln, Colonia (DE), “Mario Giacomelli – Fotografien 1954-1995”, 1995
- FFI Fotografie Forum international, Frankfurt / Main (DE), “Mario Giacomelli. Fotografien 1952-1995”, 1996
- Museo di Storia della Fotografia Fratelli Alinari, Palazzo Rucellai, Firenze (IT), “Forme di luce. Il Gruppo La Bussola e aspetti della fotografia italiana del dopoguerra”, 1997
- MoMA PS1, New York (US), “The Promise of Photography: Selected Works from the DG Bank Collection”, 1999
- GAM Galleria d’Arte Moderna, Bologna (IT), “The Nature of Still Life. From Fox Talbot to the Present Day”, 2001
- Palazzo delle Esposizioni, Roma (IT), “Mario Giacomelli”, 2001
- Museum of Fine Art, Santa Fe, New Mexico (US), “Idea Photographic: After Modernism”, 2002
- Fondation Henri Cartier-Bresson, Paris (FR), “Les choix d’Henri Cartier-Bresson”, 2003
- Galleria Civica, Palazzo Santa Margherita, Modena (IT), “Modena per la Fotografia. L’idea di paesaggio nella fotografia italiana dal 1850 ad oggi”, 2003
- Museum of Photographic Arts, El Prado Balboa Park, San Diego (US) “Mario Giacomelli. A retrospective”, 2003
- Museo di Capodimonte, Napoli (IT), “Mario Giacomelli. Vita del pittore Bastari”, 2003
- Scuderie del Quirinale, Roma (IT) “Italia. Doppie visioni”, 2004
- MuFoCo Museo di Fotografia Contemporanea, Milano (IT), “Il museo, le collezioni”, 2004
- Peggy Guggenheim Collection, Venezia (IT), “Il Diaframma of Lanfranco Colombo. Masters of Photography”, 2005
- Castello di Rivoli, Museo d’Arte Contemporanea, Torino (IT), “Volti nella folla. Immagini della vita moderna da Manet a oggi / Faces in the Crowd. Picturing Modern Life from Manet to Today”, 2005
- Palazzo Reale, Milano (IT), “Annicinquanta”, 2005
- Bibliothèque Nationale de France, Paris (FR), “Mario Giacomelli. Métamorphoses”, 2005
- MOPS The Museum of Photography, Seoul (KR), “Mario Giacomelli”, 2005
- Fotografisk Center, København (DK), “Mario Giacomelli. Retrospektivt”, 2005
- MoMA The Museum of Modern Art, New York (US), “Photography Collection: Rotation 4”, 2006
- MEP Maison Européenne de la Photographie, Paris (FR), “Un été italien. Une histoire privée / A Private History”, 2006
- BUAG Boston University Art Gallery, Boston (US), “To Fly. Contemporary Aerial Photography”, 2007
- Maison Européenne de la Photographie, Paris (FR), “Italies. Doubles visions”, 2007
- Castello di Rivoli, Museo d’Arte Contemporanea, Torino (IT), “Dalla terra alla luna: metafore di viaggio / From the Earth to the Moon: Metaphors for Travel (Part II)”, 2007
- GAM, Galleria Civica d’Arte Moderna e Contemporanea, Torino (IT), “Per una collezione di fotografia
- MAMM Multimedia Art Museum, Mosca (RU), in Photobiennale 2008, “Mario Giacomelli. Photographies. 1953-1990”, 2008
- Metropolitan Museum of Photography, Tokyo (JP), “Mario Giacomelli”, 2008
- MuFoCo Museo di Fotografia Contemporanea, Milano (IT), “Fotografia Astratta. Dalle avanguardie al digitale”, 2009
- MEP Maison Européenne de la Photographie, Paris (FR), “Autour de l’extrême”, 2010
- Les Rencontres de la Photographie Arles 2010, Chapelle Saint-Martin du Méjan, Arles (FR), “Mario Giacomelli. La figura nera aspetta il bianco”
- Leopold Museum, Vienna (AT), “Magie des Objekts. Photographie aus drei Jahrhunderten”, 2011
- Musée Nicephore Niepce, Chalon-sur-Saône (FR), “Nouvelles frontières. Le paysage dans la photographie contemporaine”, 2011
- Palazzo Ducale, Genova (IT), “Mario Giacomelli. Un maestro della fotografia del Novecento”, 2012
- Palazzo del Duca, Senigallia (IT), “Mario Giacomelli. Sotto la pelle del reale”, 2012
- Centre Pompidou, Metz (FR), “Vues d’en haut”, 2013
- Tokyo Metropolitan Museum of Photography, Tokyo (JP), “Mario Giacomelli. The Black is Waiting for the White”
- MOPS The Museum of Photography, Seoul (KR), “The Masterpieces. The Museum of Photography Seoul Collection”, 2014
- Palazzo della Ragione, Milano (IT), “Italia Inside Out. I fotografi italiani”, 2015
- Yokohama Museum of Art, Yokohama (JP), “Thinking with the Body: ways of Relating to the Body in Contemporary Art”, 2015
- WestLicht, Schauplatz für Fotografie, Wien (AT), “Mario Giacomelli. Gegen die Zeit”, 2015
- Le Château d’Eau, Pôle photographique, Tolosa (FR), “Mario Giacomelli. Je ne fais pas le photographe, je ne sais pas le faire”, 2016
- Complesso Monumentale di Astino, Bergamo (IT), “Mario Giacomelli. Terre scritte”, 2017
- MAMM Multimedia Art Museum, Mosca (RU), “Mario Giacomelli. Poetry of landscape”
- Museo Civico Villa Colloredo Mels, Recanati (IT), “Mario Giacomelli. Giacomo Leopardi, A Silvia, L’infinito”, 2018
- Münchner Stadtmuseum, Monaco (DE), “LAND__SCOPE. Fotoarbeiten von Roni Horn bis Thomas Ruff”, 2019
- Jimei X Arles, Jimei District, Xiamen (CN), Museum of Photography Seoul (KR), “Collector’s Tale. Brassaï, Koudelka, Giacomelli. Romantic Melancholy”, 2019
- Museum of Fine Art, Boston (US), “Postwar Visions. European Photography, 1945–60”, 2019
- Palazzo del Duca, Senigallia (IT), “Giacomelli / Burri. Fotografia e immaginario materico”, 1 Luglio - 28 Settembre 2021
- Getty Center, Los Angeles (US), “Mario Giacomelli: Figure/Ground”, 29 Giugno - 10 Ottobre 2021
- Rocca di Lonato, Lonato del Garda (IT), "Retrospettiva di Mario Giacomelli", 7 luglio 2023 - 29 ottobre 2023

## Opere
- Il bambino di Scanno
- Verrà la morte e avrà i tuoi occhi (Ospizio)
- Io non ho mani che mi accarezzino il volto (Pretini)
- Paesaggi: Presa di coscienza sulla natura, Metamorfosi della terra, Storie di terra, Memorie di una realtà
- Caroline Branson da Spoon River
- Bando